# Lugnez
Lugnez is een plaats en voormalige gemeente in het Zwitserse kanton Jura en maakt deel uit van het district Porrentruy.
Lugnez telt 216 inwoners.

## Geschiedenis
Lugnez fuseerde op 1 januari 2023 met Damphreux tot de gemeente Damphreux-Lugnez.

## Externe link

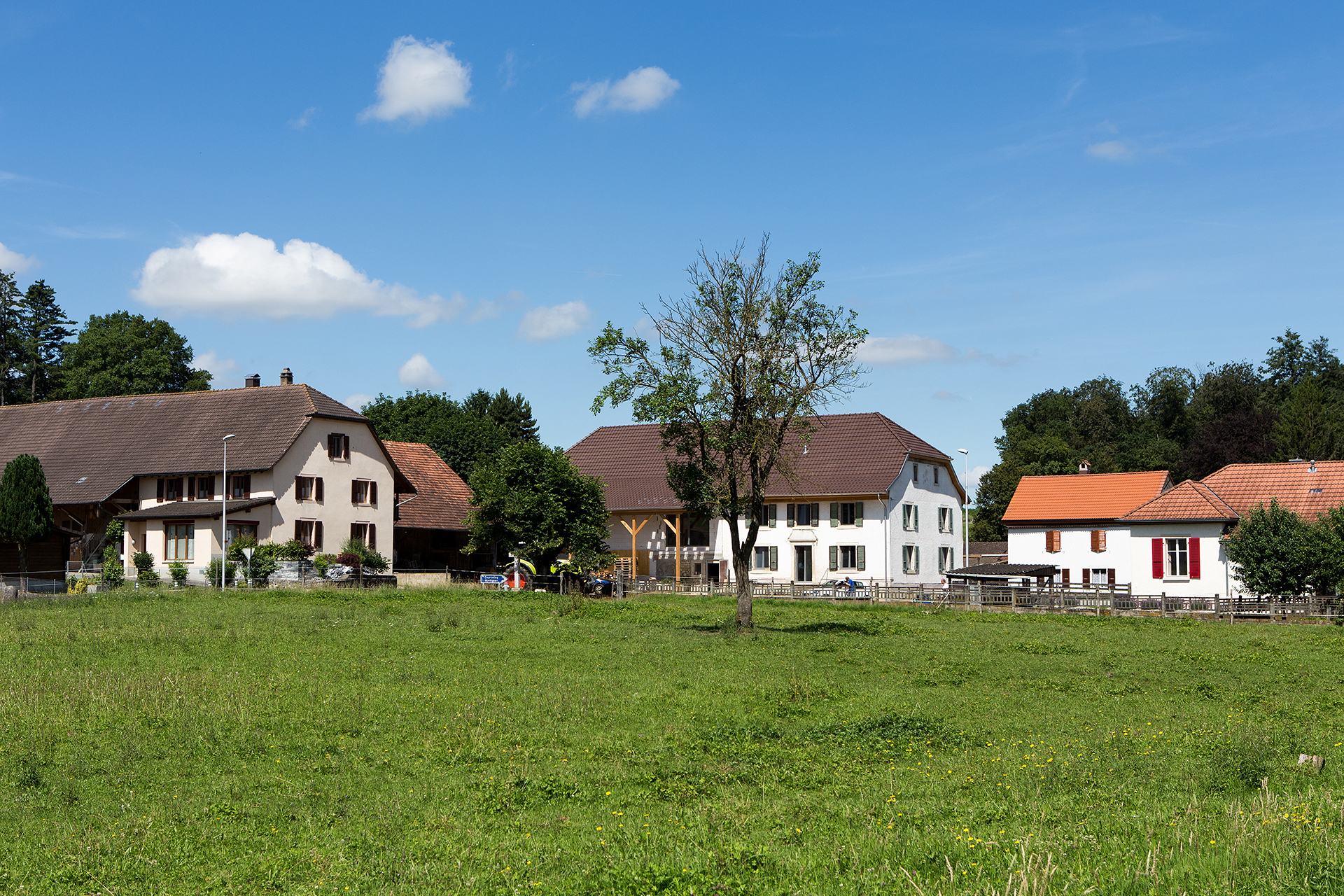
Lugnez